# George Cummings
Pour les articles homonymes, voir George Cummings (homonymie) et Cummings.
George Cummings est un footballeur international écossais, né le 5 juin 1913, à Falkirk et décédé en avril 1987. Évoluant au poste de défenseur, il est particulièrement connu pour ses saisons à Aston Villa.
Il compte 9 sélections en équipe d'Écosse.

## Biographie

### Carrière en club
Surnommé le défenseur en granit, il est le capitaine de l'équipe d'Aston Villa avec qui il joua avant et après la Seconde Guerre mondiale.
Il était très appréciés des supporteurs pour son état d'esprit combatif jusqu'au bout de ses forces. Il joua un total de 237 matches pour Aston Villa (dont 210 en championnat).
Après sa retraite sportive, il travailla pour Dunlop Rubber (en) à Birmingham.

### Carrière internationale
George Cummings reçoit 9 sélections en faveur de l'équipe d'Écosse. Il joue son premier match le 6 avril 1935, pour une victoire 2-0, à l'Hampden Park de Glasgow, contre l'Suisse en British Home Championship. Il reçoit sa dernière sélection le 15 avril 1939, pour une défaite 1-2, à l'Hampden Park de Glasgow, contre l'Suisse en British Home Championship. Il n'inscrit aucun but lors de ses 9 sélections.
Il participe avec l'Écosse aux British Home Championships de 1935, 1936, 1938 et 1939.

## Palmarès

### Comme joueur
- Partick Thistle :
  - Vainqueur de la Glasgow Cup en 1935
  - Vainqueur de la Glasgow Merchants Charity Cup en 1935

- Aston Villa :
  - Champion de D2 anglaise en 1937-38
  - Vainqueur de la Football League War Cup (en) en 1944